# General Problem Solver
O General Problem Solver (GPS), ou Solucionador de problemas gerais, foi um programa de computador criado em 1957 por Herbert A. Simon, J. C. Shaw e Allen Newell destinado a funcionar como uma máquina universal de solucionar problemas. Qualquer problema simbólico formalizado poderia ser resolvido, em princípio, pelo GPS. Por exemplo: provas de teoremas, problemas em geometria e o jogo de xadrez. O programa GPS foi baseado no trabalho teórico de Simon e Newell em máquinas lógicas. GPS foi o primeiro programa de computador que separava seu conhecimento dos problemas (regras representadas como dados de entrada) de sua estratégia de como resolver os problemas (uma máquina solucionadora genérica). Foi implementado na linguagem de baixo nível IPL. Peter Norvig implementou uma versão do GPS e a demonstrou em seu livro sobre Inteligência Artificial em Common Lisp.
Embora o GPS fosse capaz de resolver problemas simples, como o problema das torres de Hanói que poderia ser suficientemente formalizado, ele não poderia resolver todos os problemas do mundo real, porque a busca facilmente se perderia em uma explosão combinatória de estados intermediários.
O usuário definia os e as operações que poderiam ser feitas sobre os objetos e o GPS gerava as heurísticas por meio de análises meio-fim, a fim de resolver problemas. O programa focava-se sobre as operações disponíveis, encontrando quais entradas eram aceitáveis e que saídas seriam geradas. Em seguida, criava submetas para chegar cada vez mais perto do objetivo.
O paradigma do GPS eventualmente evoluiu para a arquitetura Soar.